# دانشگاه علوم پزشکی زاهدان
دانشگاه علوم پزشکی زاهدان یکی از دانشگاه‌های استان سیستان و بلوچستان است که فعالیت رسمی خود را اواخر دهه ۱۳۶۰ شروع کرد.
این دانشگاه از نوامبر ۲۰۱۶ میلادی در رتبه‌بندی ESI دوازدهمین دانشگاه علوم پزشکی برتر ایران است.

## تاریخچه

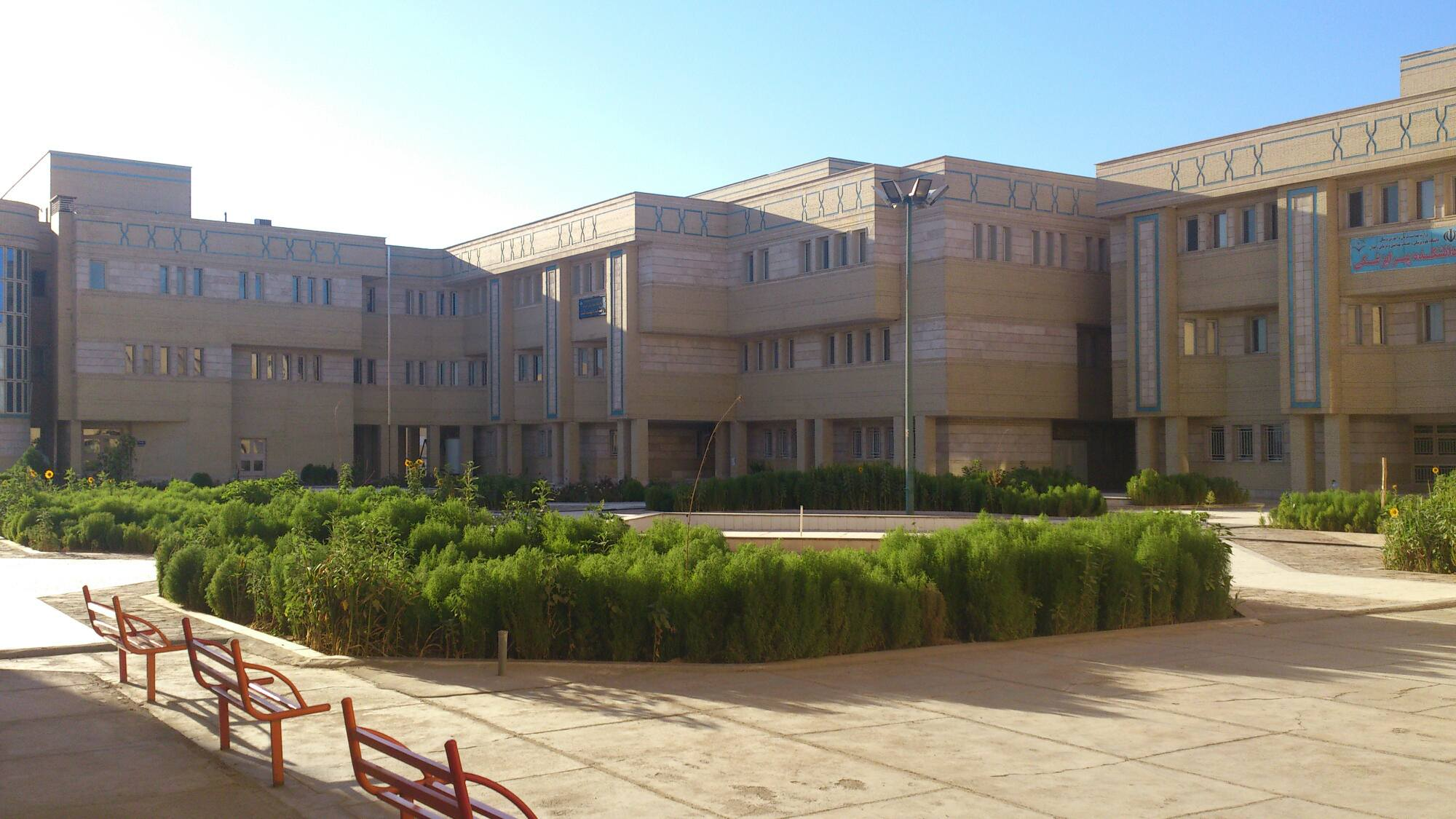
دانشکده پیراپزشکی زاهدان

در دوران حکومت پهلوی «مدرسه عالی بهداشت زاهدان» تحت نظر اداره کل آموزش و پرورش استان فعالیت می کرد. این مدرسه که پس از انقلاب اسلامی ایران به سازمان منطقه ای بهداری استان سیستان و بلوچستان واگذار شد و با نام «مجتمع آموزشی و پرورشی حضرت فاطمه زهرا(س)» در چند رشته کاردانی مانند بهداشت خانواده و بهداشت مدارس اقدام به جذب دانشجو نمود.با تاسیس دانشکده علوم پزشکی زاهدان در محل مجتمع آموزشی حضرت فاطمه زهرا (س) واقع در میدان مشاهیر زاهدان از مهرماه ۱۳۶۵ تعداد ۵۰ نفر در رشته پزشکی و چند رشته کاردانی پذیرش و مشغول به تحصیل شدند. در سال ۱۳۶۶ دانشکده علوم پزشکی زاهدان با دستور وزیر بهداشت وقت به دانشگاه علوم پزشکی زاهدان ارتقا یافت.
با گسترش خدمات پزشکی در سراسر استان در سال ۱۳۸۱ دانشکده پرستاری و مامائی زابل تحت عنوان دانشکده علوم پزشکی و خدمات بهداشتی درمانی زابل از دانشگاه زاهدان مستقل شد که در جریان سفر هیئت دولت به استان در سال ۸۴ به دانشگاه علوم پزشکی زابل ارتقاء یافت و در سال ۱۳۷۲ شعبه ای از دانشکده پرستاری و مامائی زاهدان در شهرستان ایرانشهر افتتاح شد و شروع به فعالیت نمود این دانشکده با جذب امکانات ، اعتبارات و نیروی متخصص از دانشگاه علوم پزشکی زاهدان در سال ۱۳۹۲ مجزا شد و به دانشکده علوم پزشکی ایرانشهر ارتقاء یافت.

## دانشکده‌ها
- دانشکده پزشکی
- دانشکده دندانپزشکی
- دانشکده پیراپزشکی
- دانشکده بهداشت
- دانشکده توانبخشی
- دانشکده پرستاری و مامایی
- دانشکده سلامت خاش

## معاونت‌ها
- معاونت تحقیقات و فناوری
- معاونت آموزشی
- معاونت درمان
- معاونت توسعه و مدیریت منابع
- معاونت بهداشتی
- معاونت غذا و دارو
- معاونت دانشجویی و فرهنگی
- معاونت امور اجتماعی

## سلامت در سیستان و بلوچستان
استان سیستان و بلوچستان یک تقسیم کار حوزه بهداشت و درمان بین ۴ دانشگاه و دانشکده علوم پزشکی در شهرهای زاهدان، ایرانشهر، زابل و چابهار انجام داده است که جهت خدمات دهی بیشتر مسئولیت بهداشت و درمان هرکدام تعدادی از ۲۶ شهرستان استان را برعهده دارند. تا قبل از افتتاح دانشکده علوم پزشکی چابهار تقسیم کار بخش سلامت به عهده ۳ دانشگاه پزشکی قبلی بود.

- دانشگاه علوم پزشکی زاهدان مدیریت ۷ شهرستان حوزه مرکز سیستان و بلوچستان شامل شهر های زاهدان، سراوان، خاش، میرجاوه، سیب و سوران، تفتان و گلشن، جمعیتی معادل ۹۹۳،۵۲۱ را برعهده دارد.[۶]
- دانشگاه علوم پزشکی ایرانشهر مدیریت ۸ شهرستان جنوب سیستان و بلوچستان شامل شهر های ایرانشهر، راسک، سرباز، دلگان، فنوج، مهرستان، بمپور و لاشار جمعیتی معادل ۷۴۴،۲۷۶ را بر عهده دارد.[۷]
- دانشگاه علوم پزشکی زابل مدیریت ۵ شهرستان شمال استان یعنی منطقه سیستان که شامل زابل، زهک، هامون، هیرمند و نیمروز، جمعیتی معادل ۴۸۲،۷۲۵ نفر را بر عهده دارد.[۸]
- دانشکده علوم پزشکی چابهار مدیریت ۶ شهرستان حوزه مکران شامل شهر های چابهار، کنارک، نیک‌شهر، دشتیاری، قصرقند و زرآباد، جمعیتی معادل ۵۵۰،۴۱۳ نفر را بر عهده دارد.

## بیمارستان‌های آموزشی

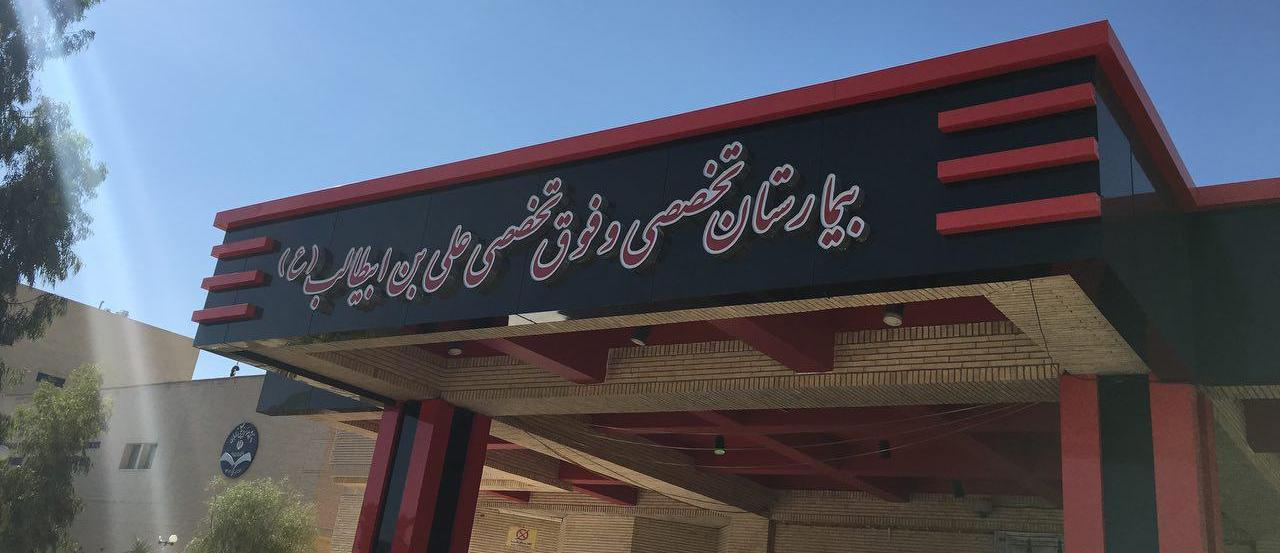
بیمارستان علی ابن ابیطالب(ع)

- بیمارستان علی ابن ابیطالب (زاهدان) (۴۲۶ تخته)
- بیمارستان خاتم الانبیا (زاهدان)
- بیمارستان چشم پزشکی الزهرا
- بیمارستان آموزشی پژوهشی درمانی بیماری های عفونی و گرمسیری بوعلی (۵۰ تخته)
- بیمارستان روانپزشکی بهاران (۷۲ تخته)
- بیمارستان آموزشی پژوهشی کودکان حضرت علی اصغر(ع) (۳۲ تخته)